# Język turkmeński
Język turkmeński (türkmençe, түркменче lub türkmen dili, түркмен дили) – język z oguzyjskiej grupy rodziny języków turkijskich. W Turkmenistanie posługuje się nim ok. 3,8 mln ludzi, poza tym ok. 3 mln w innych państwach: Afganistan (500 tys.), Iran (2 mln) i Turcja (1 tys.).
Standard języka turkmeńskiego używany w Turkmenistanie bazuje na dialekcie tekińskim, podczas gdy Turkmeni w Iranie przeważająco posługują się odmianą jomudzką, a w Afganistanie – ersaryjską. W odróżnieniu od innych języków oguzyjskich język turkmeński zachował wiele archaicznych praoguzyjskich cech, włącznie z fonemiczną długością samogłosek.

## Historia
W okresie radzieckim, zwłaszcza po 1940 r., w wyniku przejścia na język rosyjski w obrębie oficjalnej dokumentacji, szkolnictwa wyższego i nauki, język turkmeński tracił na popularności a też zapożyczył ogrom słów z języka rosyjskiego, które często łamały zasadę harmonii samogłosek. Po uzyskaniu niepodległości przez Turkmenistan zrezygnowano z alfabetu cyrylickiego; podjęto też systematyczne działania mające na celu usunięcie z języka rusycyzmów.

## Alfabet
Oficjalnym systemem zapisu języka turkmeńskiego (od 1991 r.) jest specjalnie przystosowany alfabet łaciński.
Język turkmeński bywa także zapisywany cyrylicą lub alfabetem arabskim.
Obowiązujący alfabet turkmeński wygląda następująco:
| A a | B b | Ç ç | D d | E e | Ä ä | F f |
| G g | H h | I i | J j | Ž ž | K k | L l |
| M m | N n | Ň ň | O o | Ö ö | P p | R r |
| S s | Ş ş | T t | U u | Ü ü | W w | Y y |
| Ý ý | Z z |     |     |     |     |     |

## Fonetyka

### Spółgłoski
W języku turkmeńskim jest 19 spółgłosek, choć jeszcze niektóre (podane w nawiasach) występują w zapożyczeniach z języka rosyjskiego, arabskiego i perskiego.
|                    |              | Wargowe | Przedniojęzykowo-dziąsłowe | Międzyzębowe | Zadziąsłowe/ palatalne | Miękkopodniebienne | Krtaniowe |
| ------------------ | ------------ | ------- | -------------------------- | ------------ | ---------------------- | ------------------ | --------- |
| Nosowe             | Nosowe       | m       | n                          |              |                        | ŋ                  |           |
| Zwarte             | bezdźwięczne | p       | t                          |              | (c)                    | k                  |           |
| Zwarte             | dźwięczne    | b       | d                          |              |                        | ɡ                  |           |
| Zwarto-szczelinowe | bezdźwięczne | (f)     |                            |              | t͡ʃ                     |                    |           |
| Zwarto-szczelinowe | dźwięczne    | (v)     |                            |              | d͡ʒ                     |                    |           |
| Szczelinowe        | bezdźwięczne |         | (s)                        | θ            | ʃ                      | (x)                | h         |
| Szczelinowe        | dźwięczne    |         | (z)                        | ð            | (ʒ)                    |                    |           |
| Aproksymanty       | Aproksymanty |         | l                          |              | j                      | w                  |           |
| Uderzeniowe        | Uderzeniowe  |         | ɾ                          |              |                        |                    |           |

Język turkmeński charakteryzuje się występowaniem spółgłosek międzyzębowych [θ] i [ð] (które w języku angielskim zapisują się jako th).

### Samogłoski
Turkmeński system samogłoskowy składa się z 16 fonemów i obecne jest zjawisko iloczasu, którego nie odzwierciedla jednak ortografia, i harmonii samogłosek. Akcent zazwyczaj pada na ostatnią sylabę rdzenia wyrazu.
|             | Przednie       | Przednie       | Przednie    | Przednie    | Centralne      | Centralne      | Tylne          | Tylne          | Tylne       | Tylne       |
| ----------- | -------------- | -------------- | ----------- | ----------- | -------------- | -------------- | -------------- | -------------- | ----------- | ----------- |
|             | Niezaokrąglone | Niezaokrąglone | Zaokrąglone | Zaokrąglone | Niezaokrąglone | Niezaokrąglone | Niezaokrąglone | Niezaokrąglone | Zaokrąglone | Zaokrąglone |
|             | krótkie        | długie         | krótkie     | długie      | krótkie        | długie         | krótkie        | długie         | krótkie     | długie      |
| Przymknięte | ɪ ⟨i⟩          | ɪː ⟨i⟩         | ʏ ⟨ü⟩       | ʏː ⟨ü⟩      | ɯ ⟨y⟩          | ɯː ⟨y⟩         |                |                | ʊ ⟨u⟩       | ʊː ⟨u⟩      |
| Środkowe    | ɛ ⟨e⟩          |                | œ ⟨ö⟩       | œː ⟨ö⟩      |                |                |                |                | o ⟨o⟩       | oː ⟨o⟩      |
| Otwarte     |                | æː ⟨ä⟩         |             |             |                |                | ɑ ⟨a⟩          | ɑː ⟨a⟩         |             |             |

Okazjonalnie występują także samogłoski /ɛː/ powstałe w wyniku kontrakcji oraz /æ/ w zapożyczeniach z języka perskiego i historycznych zrostach (äkitmek [ækɪtmɛk] < alyp gitmek [ɑlɯp gɪtmɛk]).
| krótkie | tłumaczenie | długie | tłumaczenie |
| ------- | ----------- | ------ | ----------- |
| at      | koń         | a: t   | imię        |
| bil     | znaj        | bi: l  | talia       |
| ot      | trawa       | o: t   | ogień       |
| pil     | słoń        | pi: l  | łopata      |
| daş     | daleko      | da:ş   | kamień      |
| ýaz     | pisz        | ýa: z  | wiosna      |
| tut     | łap         | tu: t  | morwa       |
| öl      | zgiń        | ö:l    | mokry       |

#### Harmonia samogłosek
Samogłoski turkmeńskie mogą być podzielone na dwie grupy: przednie (ä, ö, ü, i, e) i tylne (a, o, u, y). Jeżeli pierwsza samogłoska wyrazu jest przednia, reszta samogłosek w przyrostkach także ma być przednia. Tak samo, jeżeli jest tylna, samogłoski w przyrostkach mają być tylne.
| eşik       | eşiklerimiz       | talyp       | talyplarymyz       |
| gelneje    | gelnejelerimiz    | okuwçy      | okuwçylarymyz      |
| meýletençi | meýletinçilerimiz | baýramçylyk | baýramçylyklarymyz |